# Kalibum
Kalibum de Kish fue el séptimo rey sumerio de la primera dinastía de Kish (después de ca. 2900 BC), según la Lista Real Sumeria.
Este nombre, escrito "Ga-lí-bu-um ... y normalizado como Kalibum", se cree que deriva de la palabra acadia para "perro".